# Contea di Los Alamos
La contea di Los Alamos (in inglese Los Alamos County) è una contea dello Stato del Nuovo Messico, negli Stati Uniti. La popolazione al censimento del 2020 era di 19 419 abitanti.

## Geografia
La contea si trova nel centro-nord dello Stato nella parte meridionale delle Montagne Rocciose ed è la contea più piccola del Nuovo Messico. Nella contea si trova il Bandelier National Monument. Il governo federale è proprietario di più del 90% del territorio.
Nella contea si trova il Los Alamos National Laboratory.

### Contee confinanti
- Contea di Rio Arriba - nord
- Contea di Santa Fe - est
- Contea di Sandoval - sud/ovest

## Storia
La contea fu istituita nel 1949 da parti delle contee di Santa Fe e Sandoval. Il nome della contea in spagnolo significa "pioppi".

## Manhattan Project
La contea di Los Alamos ha la particolarità di non essere divisa in comuni essendo l'ex proprietà militare federale segreta dove è stato sviluppato il Manhattan Project diretto da J. Robert Oppenheimer, che ha dato vita alla prima bomba atomica della storia. 

## Census-designated places
- Los Alamos
- White Rock